# Barmhartige Samaritaan (boerderij)
De  Barmhartige Samaritaan is een monumentale stolpboerderij uit 1659 en staat aan de Westerblokker in de Noord-Hollandse gemeente Hoorn. De stolp is in 1989 gerestaureerd door Stadsherstel Hoorn, na de restauratie is het pand aan de Vereniging Hendrick de Keyser overgedragen. De boerderij is opgenomen in het Rijksmonumentenregister.
De boerderij was tot 1676 eigendom van chirurgijn mr. Pieter Theunisz en werd na diens overlijden nagelaten aan Pieter Olphertsz.

## Exterieur
De boerderij is een stolpboerderij van het West-Friese type met het gebruikelijke grondplan. Er zijn wel een aantal uitzonderlijke kenmerken. De Barmhartige Samaritaan heeft een aparte herenkamer aan de voorkant met een groot schuifraam. In soortgelijke stolpen is deze kamer vaak voor bedrijfsdoeleinden ingericht. De voorgevel is grotendeels uit baksteen opgetrokken. West-Friese stolpen kennen vaak een topgevel om het 'voorhuis' te accentueren, bij de Barmhartige Samaritaan is deze als trapgevel uitgevoerd en heeft natuurstenen dekplaten. Dit doet stedelijk aan.  
Boven de voordeur is in de deurkalf de Bijbelse voorstelling van de barmhartige Samaritaan aangebracht. Dit kalf werd bij de restauratie in 1989 gereconstrueerd. Het origineel is binnen in het wagenschot geplaatst. In de boog boven de deur worden rode en gele bakstenen afgewisseld. Deze versiering bevindt zich ook in de boog boven het venster in de trapgevel.
De zijgevels en het deel van de voorgevel waar de darsdeuren zich bevinden zijn opgetrokken uit hout. De darsdeuren, deze geven toegang tot de dorsvloer en de tasruimte in het vierkant, bevinden zich bij deze boerderij aan de voorkant.

## Interieur
Bij de restauratie zijn veel originele details behouden en een aantal andere teruggebracht aan de hand van aanwezige documentatie. Het woongedeelte werd met een extra slaapkamer uitgebreid op de zolder en daar kwam ook een moderne badkamer. In het voorhuis werden twee bedsteden opnieuw aangebracht. De westelijke zijmuur was geïnfecteerd met boktor en werd daarom geheel vervangen.
Het kleine venster in de voorgevel zorgde voor licht in de kaaskelder. De woonvertrekken bevinden zich aan de voorzijde bij het grote venster en aan de zijgevel, waar ook een tweede haard was geplaatst.

## Trivia
- Andere boerderijen waarvan bekend is dat zij door stedelingen gefinancierd zijn, zijn De Eenhoorn en De Lepelaar in de droogmakerij de Beemster.[7]
- De stolp werd enige tijd als oudste van West-Friesland gezien.[9] De oudste stolp (eigenlijk het houten vierkant) bleek echter een aan de Streekweg in Hoogkarspel te zijn.[10]